# Ling tosite sigure
I Ling tosite sigure (凛として時雨?, Rin toshite shigure) sono una rock band giapponese nata nel 2002 a Saitama, a volte abbreviata semplicemente in Sigure (時雨?, Shigure). La loro musica può essere descritta come un rock aggressivo ed innovativo, dal ritmo veloce e dai rapidi cambi di tempo ed atmosfera. Alternano una voce maschile ed una femminile, spaziando da canti melodici a gemiti ed urla.
La grafia ufficiale del nome del gruppo è in caratteri giapponesi 凛として時雨, che secondo il sistema Hepburn sarebbe Rin toshite shigure, ma la band sul proprio sito ufficiale (oltre che sui dischi, gadget e prodotti vari) scrive Ling tosite sigure, che è quindi la grafia corretta quando il nome viene scritto in alfabeto latino.

## Storia del gruppo
La band appartiene alla scena indie giapponese, da cui riesce ad emergere e a farsi notare. Inizialmente composta solamente da 345 (voce e basso) e TK (chitarra), i Ling tosite sigure nascono solo con l'ingresso di un primo batterista. Nel 2004 il batterista lascia la band e viene sostituito da Pierre, andando a costituire la formazione attuale del gruppo.
Durante il 2004 la band incide numerosi demo e si cimenta nel primo tour nazionale. Un anno dopo fondano una propria etichetta, la Nakano Records, e pubblicano il primo album.
Nel 2006 viene organizzato un tour speciale per il compleanno della bassista 345, chiamato 345123TOUR2006.
Nel 2007 pubblicano il secondo album, Inspiration is DEAD, e lo promuovono per i successivi due mesi con una serie di concerti.
Dal 2011 TK produce materiale da solista e si esibisce col nome TK from Ling tosite sigure (TK from 凛として時雨?).

## Formazione
- TK, Toru Kitajima (北嶋 徹?, Kitajima Tōru) - chitarra, voce
- 345, Miyoko Nakamura (中村 美代子?, Nakamura Miyoko) - basso, voce
- Pierre Nakano (ピエール中野?, Piēru Nakano), vero nome Masatoshi Nakano - batteria

## Discografia

### Album
- 9 novembre 2005 - #4
- 22 agosto 2007 - Inspiration is DEAD
- 13 maggio 2009 - just A moment
- 22 settembre 2010 - still a Sigure virgin?
- 10 aprile 2013 - I'mperfect
- 14 febbraio 2018 - #5
- 12 Aprile 2023 - Last Aurorally

### Compilation Album
- 14 gennaio 2015 - Best of Tornado

### EP
- 19 luglio 2006 - Feeling your UFO
- 2 settembre 2015 - es or s

### Singoli
- 23 aprile 2008 - Telecastic fake show
- 24 dicembre 2008 - moment A rhythm
- 14 novembre 2012 - abnormalize
- 5 novembre 2014 - Enigmatic Feeling
- 14 gennaio 2015 - Who What Who What
- 23 agosto 2017 - DIE meets HARD
- 3 luglio 2019 - Neighbormind / laser beamer
- 20 gennaio 2021 - Perfake Perfect

### Demo Autoprodotte
- #1
- #2
- Azayakana satsujin (鮮やかな殺人?)
- Tosite (として?, Toshite)
- #3